# Црква брвнара Лазарица
Црква брвнара Лазарица или црква Светог цара Лазара, налази се у атару села Пролом, на 2,5 km од центра Пролом бање.
Црква носи званични назив „храм Светог Васкресења Лазара” и посвећена је цару Лазару.
Налази се у долини Проломске реке, на 640 m надморске висине. Једина је црква брвнара у сливу реке Топлице. Саградили су је досељеници са планине Голије око 1890. године, на темељима старијег храма. Досељеници су је градили у стилу грађења цркви у њиховом крају. Црква је обновљена лепо уређена, окружена зеленилом и права је атракција за посетиоце Пролом бање.

## Легенде о цркви
- У народу постоји уверење да су се у овој цркви причестили ратници српске војске из ових крајева пре него што су пошли у Косовску битку.
- У близини цркве Лазарице налазе се «Увијене шљиве». У дворишту цркве налази се шест увијених стабала шљива. Легенда каже да су војници после причешћа шест пута обишли цркву молећи се за победу на Косову. После тога су шљиве расле у дворишту и увијале се у смеру у ком су војници обилазили цркву. Стара стабла су нестала а ницала су нова али је увек било шест стабала шљиве.[1]

## Галерија
- Црква брвнара Лазарица, односно црква Светог цара Лазара
- Црква брвнара Лазарица
- Црква брвнара
- Црква изнутра
- Увијене шљиве поред цркве Лазарице
- Издвојено место за паљење свећа

## Галерија 2023. године
- Дрворез на „увијеној шљиви”
- Дрворез на отвореном
- Дрворез поред звоника
- Чесма у дворишту